# Rosalind Moss
Rosalind Louise Beaufort Moss (Shrewsbury, 21 settembre 1890 – 22 aprile 1990) è stata un'antropologa britannica.
Antropologa, bibliografa ed egittologa inglese, è nota in special modo per il suo ruolo nella realizzazione, unitamente a Bertha Porter (1852-1941), della Topographical Bibliography of Ancient Egyptian Hieroglyphic Texts, Reliefs, and Paintings ("Bibliografia topografica di testi geroglifici, rilievi e dipinti dell'Antico Egitto") la cui prima edizione risale al 1927.

## Biografia
Rosalind Moss nacque a Shrewsbury, nello Shropshire (Galles), nel 1890. Conseguito nel 1917 il diploma in antropologia, ottenne nel 1922 il BSc (Bachelor of Science). Nel 1914 aveva già partecipato a scavi archeologici nel sito paleolitico di La Cotte de St Brelade, sull'isola di Jersey. Nel 1917 iniziò a studiare egittologia con Francis Llewellyn Griffith che, in quel periodo, stava supervisionando la realizzazione della Topographical Bibliography of Ancient Egyptian Hieroglyphic Texts, Reliefs, and Paintings. Dal 1924 la Moss iniziò a collaborare per la stesura del progetto coadiuvando sul campo, a partire dal 1929, Bertha Porter, visitando tombe della Necropoli tebana, sia reali che private. Il lavoro, da cui scaturirono i volumi dal III al VI, proseguì coprendo l'area da Aswan al Delta nilotico, con frequenti viaggi per raggiungere importanti monumenti come i templi di Kôm Ombo e di Edfu. Il VII volume, sulla Nubia, vide la luce nel 1951.
Nel 1934, con la morte di Griffith e poi, successivamente nel 1937, con la morte della moglie di questi, l'intera biblioteca egittologica passò all'Ashmolean Museum di Oxford, ove venne fondato il Griffith Institute.
Rosalind Moss proseguì il suo lavoro alle dipendenze del neo istituito istituto completando la Topographical Bibliography e mantenendola costantemente aggiornata fino al suo pensionamento nel 1970. In occasione del suo centesimo compleanno, nel 1990, venne realizzata una raccolta dei suoi lavori principali.

## Lavori
- 1925. The Life after Death in Oceania and the Malay Archipelago. Oxford
- 1933. An Unpublished Rock-Tomb at Asyûṭ. The Journal of Egyptian Archaeology, 19(1/2), 33-33.
- 1941. Some Rubbings of Egyptian Monuments Made a Hundred Years Ago. The Journal of Egyptian Archaeology 27, 7-11.
- 1949. An Egyptian Statuette in Malta. The Journal of Egyptian Archaeology, 35, 132-134.
- 1950. The Ancient Name of Serra (Sudan). The Journal of Egyptian Archaeology, 36, 41-42.

### Annotazioni
1. ↑  Laurea honoris causa assegnatale nel 1961.
2. ↑  Con una tesi dal titolo "The Life after Death in Oceania and the Malay Archipelago" (Vita oltre la morte in Oceania e nell'arcipelago Malai).

### Fonti
1. ↑  Topographical Bibliography of Ancient Egyptian Hieroglyphic Texts, Statues, Reliefs, and Paintings. Sito web del Griffith Institute.
2. ↑  Lesko.
3. ↑   Jaromir Malek, A dedicated life : tributes offered in memory of Rosalind Moss, Oxford, Griffith Institute, Ashmolean Museum, 1990, ISBN 0-900416-56-4.